# Huta Kryształowa
Huta Kryształowa is een plaats in het Poolse district  Lubaczowski, woiwodschap Subkarpaten. De plaats maakt deel uit van de gemeente Lubaczów en telt 80 inwoners.